# Hälleforsnäs
Hälleforsnäs er et byområde i Flens kommun i Södermanlands län i Sverige.

## Historie
Bysamfundet er vokset op omkring Hälleforsnäs Järnbruk, som var byens hovednæring i århundredet. Det i 1659 grundlagte værk var byens absolut største arbejdsgiver frem til 1970'erne. Efter flere kriser blev flere og flere ansatte sagt op. Fra starten af 1990'erne arbejdede kun et fåtal byboer på byens støberi. I dag bedrives flere forskellige virksomheder i værkets gamle lokaler, blandt andet Hälleforsnäs gjuterimuseum, Bruksrestaurangen, Jürss Mejeri og Kolhusteatern.

## Servicefunktioner
I byens serviceudbud indgår grundskolen Bruksskolan (børnehaveklasse til årskurs 6), dagligvarebutikker, lokalpresseredaktion, Hälleforsnäs kyrka, Folkets Hus, Kolhusteatern, sportshal, idrætspladsen Edströmsvallen, bibliotek, tandlæge, boligindretningsbutik, tapetsererværksted, café, pizzeria, restaurant og frisørsalon. I det tidligere værk ligger der et ysteri.

## Forbindelser
Hälleforsnäs jernbanestation trafikeres af Mälartågs linje "Uven-tåget" til Eskilstuna − Västerås − Sala Nord, samt Flen − Katrineholm − Linköping Syd.
Den kollektive trafik i Hälleforsnäs varetages af Sörmlandstrafiken. Gennem byen kører buslinje 415.
Stationsbygningen i Hälleforsnäs blev indviet i 1897. Statens boligselskab Jernhusen udbød i 2010 huset til salg med strikse foreskrifter omkring husets anvendelse, blandt andet tillades der ikke beboelse i huset. Kommunen blev tilbudt at købe huset for en krone men takkede nej, hvilket til sidst førte til at huset i 2011 blev revet ned.

## Kultur
Det k-mærkede Kolhuset på industriområdet rummer i dag Kolhusteatern, hvor foreningen Kolhusteatern arrangerer forestillinger om sommeren.
På industriområdet findes desuden et fabriksmuseum, som er åbent for offentligheden.
På den gamle tjærespids findes en skulpturpark med navnet Abine Noijs park efter den som i sin tid etablerede værket i Hälleforsnäs. Parken blev indviet i september 2011 af landshøvding Bo Könberg.

## Medier
Hälleforsnäs Allehanda er en lokal gratisavis, som udkommer fire gange årligt. I øvrigt dækkes byen af aviserne Eskilstuna-Kuriren og Katrineholms-Kuriren.

## Idræt
Hälleforsnäs er kendt for den tidligere klub Hälleforsnäs IF (Brukets blå), hvis herrehold i bandy spillede på Edströmsvallen og i alt spillede 21 sæsoner i Sveriges højeste division. Bandyafdeligen ophørte dog efter en beslutning den 28. august 2005. I dag har klubben fodboldvirksomhed.
En anden stor sportsopmærksomhed i byen var Ulla Lindkvist, som i 1960'erne og 1970'erne dominerede dameklassen i orientering. Lindkvist vandt blandt andet VM-guld i 1966. Lindkvist spillede for byens klub OK Tjärnen.